# Eleanor Butler Rooseveltová
Eleanor Butler Alexanderová Rooseveltová (nepřechýleně Alexander Roosevelt; 26. prosince 1888 – 29. května 1960) byla americká filantropka a fotografka. Byla manželkou generála Theodora Roosevelta mladšího a snachou Theodora Roosevelta, 26. prezidenta Spojených států.

## Životopis
Eleanor Butler Alexanderová se narodila 26. prosince 1888 v New Yorku jako jediná dcera Henryho Addisona Alexandra, významného newyorského právníka, a Grace Green. Byla pravnučkou zesnulého Therona Rudda Butlera. Její prateta byla Eleanor Butler Sanders.

## Kariéra
Během svého života Rooseveltová nejen podporovala kariéru svého manžela, ale sama se také ukázala jako vysoce organizovaná, sociálně uvědomělá osoba. Od července 1917 do prosince 1918 se intenzivně podílela na práci kantýny YMCA ve Francii a její kolegyně z jídelny Marian Baldwin ji popsala, že „pracovala jako kůň“. Pomohla zlepšit podmínky portorikánských žen, zatímco její manžel byl guvernérem ostrova (1929–1931); organizovala první americký ženský výbor pro China Relief (1937); a vedla americký klub Červeného kříže v Anglii (1942). Rooseveltová obdržela ocenění a pochvaly mimo jiné od francouzské vlády generála Johna J. Pershinga a amerického ministerstva války. Ve svých pamětech také napsala zprávu o svém životě Day Before Yesterday (Den před včerejškem).

### Fotografie
Rooseveltová byla také vášnivá fotografka. V roce 1986 představila její dcera Grace 25 jejích alb na výstavě v Kongresové knihovně spolu s přibližně 5 000 jejích vlastních fotografií, včetně obrazů prezidentů a mezinárodních hodnostářů. V pozdějším životě studovali Rooseveltová a Grace u fotografa J. Ghislaina Lootense. Používala fotoaparát Voigtländer Superb z roku 1935, své vlastní filmy si sama vyvolávala a zvětšovala vlastní tištěné pozitivy. Obzvláště kvalitní jsou její cestovní fotografie z Evropy, Mexika a Asie.

## Osobní život

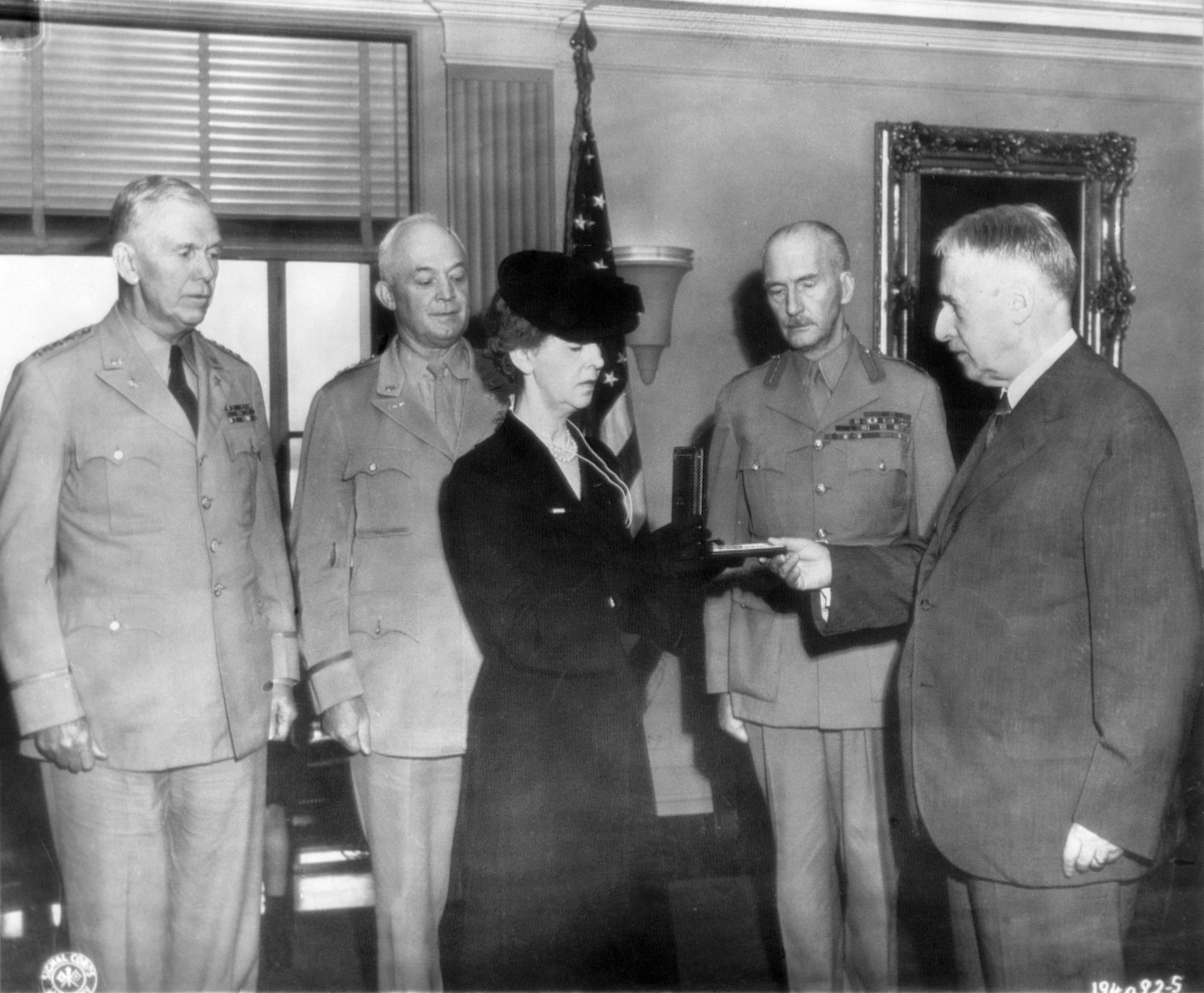
Eleanor Butler Rooseveltová získává čestnou medaili posmrtně předanou svému manželovi (21. září 1944). Zleva: gen. George Marshall, náčelník štábu americké armády; gen. Henry H. Arnold, velící vzdušným silám americké armády; paní Roosevelt; Britský polní maršál sir John Dill ; a ministr války Henry L. Stimson.

Dne 29. června 1910 se provdala za Theodora „Teda“ Roosevelta III., nejstaršího syna prezidenta Theodora „T.R.“ Roosevelta mladšího a Edith Kermit Carowové, v New Yorku v Presbyteriánském kostele Páté avenue na 55. ulici (Manhattan). Ted byl jediným generálním důstojníkem, který přistál v první vlně v den D, a byl oceněn Medailí cti. Ted a Eleanor měli čtyři děti:
- Grace Green Rooseveltová McMillanová (1911–1994)
- Theodore Roosevelt IV (1914–2001)
- Cornelius Van Schaack Roosevelt III (1915–1991)
- Quentin Roosevelt II (1919–1948)

Zemřela 29. května 1960 v Oyster Bay, Nassau Co., Long Island, NY, šestnáct let po svém manželovi, který zemřel na infarkt krátce po invazi do Normandie (1944).

## Galerie

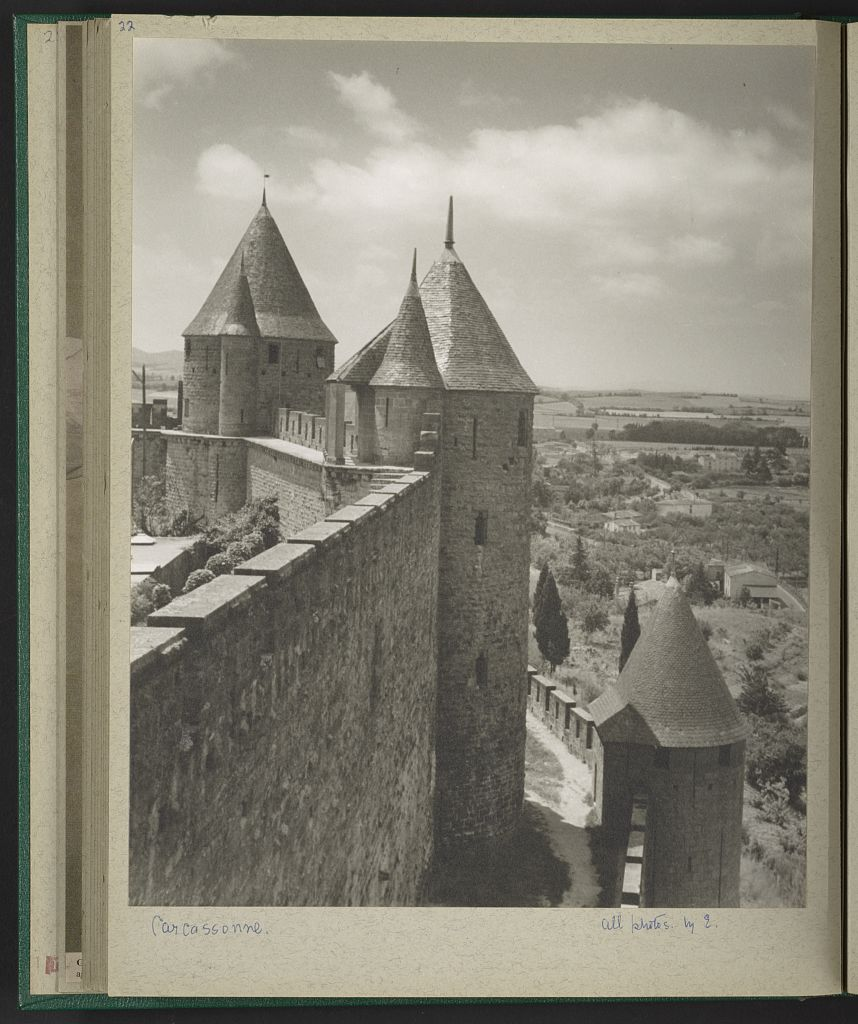
Carcassonne
Mrs. Theodore Roosevelt, Jr., three-quarter length portrait, seated, facing left, with two small children
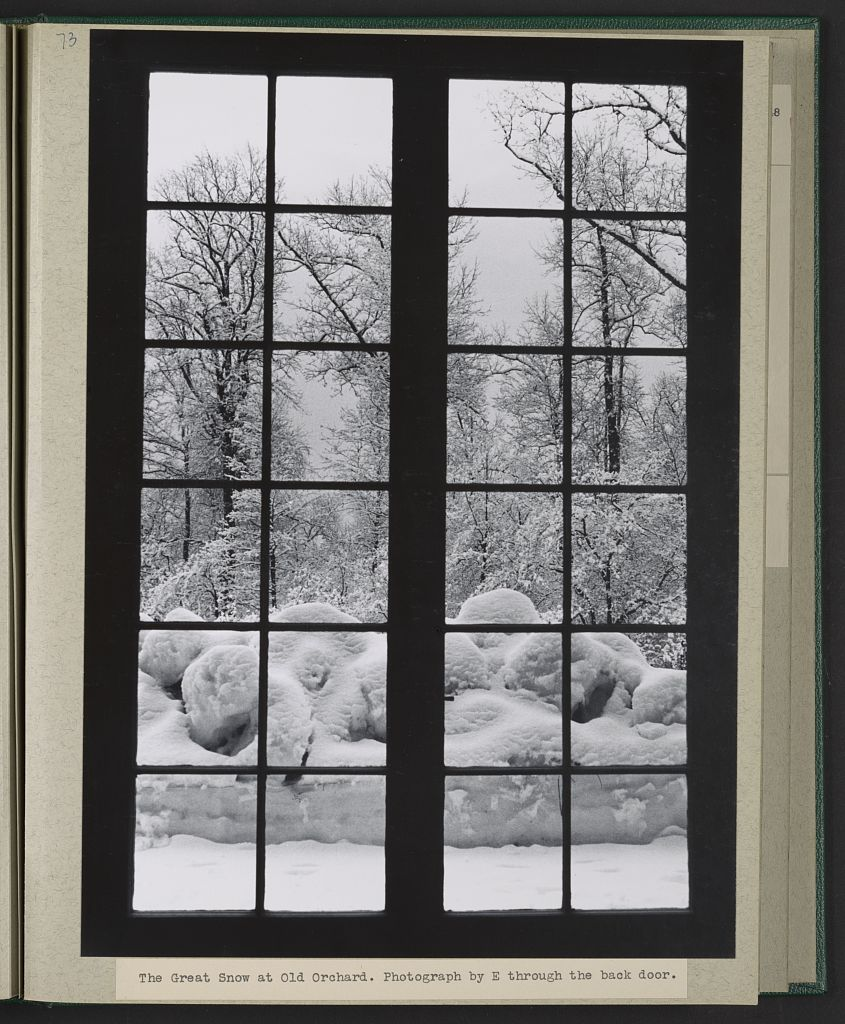
The great snow at Old Orchard
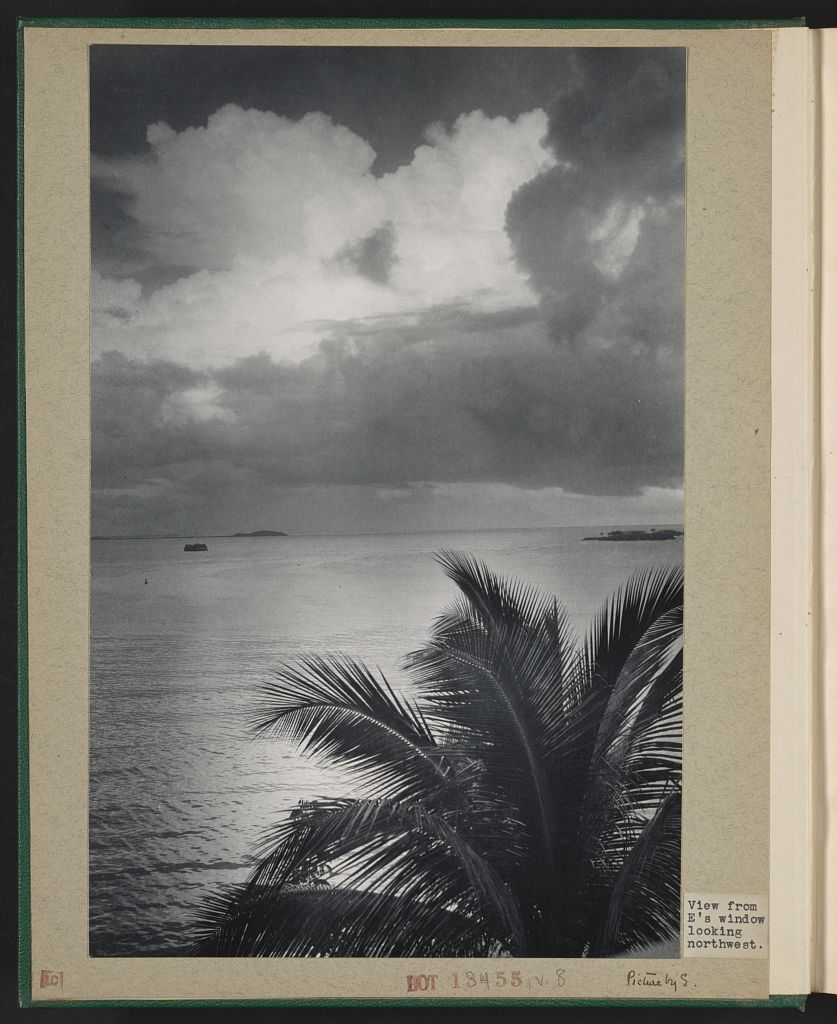
View from Eleanor's window
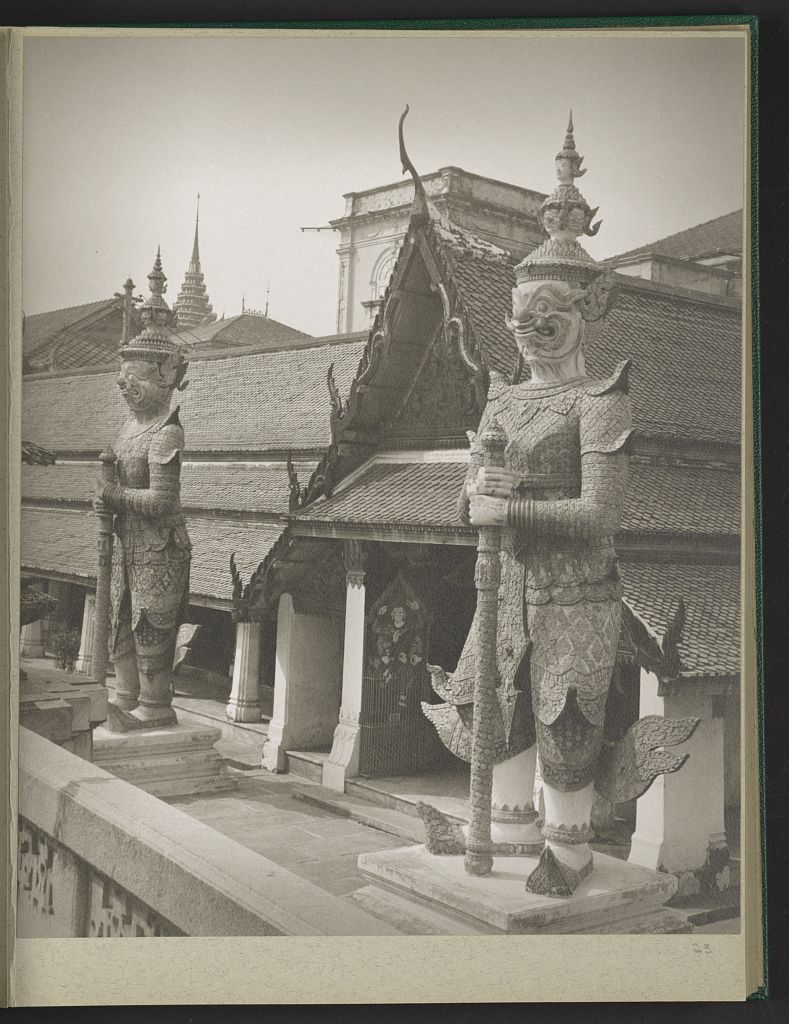
Wat Phra Keo